# Uznach
Uznach är en ort och kommun i distriktet See-Gaster i kantonen Sankt Gallen, Schweiz. Kommunen har 7 014 invånare (2023).